# Mordellistena uniformis
Mordellistena uniformis es una especie de coleóptero de la familia Mordellidae.

## Distribución geográfica
Habita en Estados Unidos.